# Felipe de Jesús Estévez

Bischofswappen von Felipe de Jesús Estévez

Felipe de Jesús Estévez (* 5. Februar 1946 in Pedro Betancourt) ist ein kubanisch-US-amerikanischer Geistlicher und emeritierter römisch-katholischer Bischof von Saint Augustine.

## Leben
Felipe de Jesús Estévez empfing am 30. Mai 1970 die Priesterweihe für das kubanische Bistum Matanzas. Er wurde im Februar 1979 in den Klerus des Erzbistums Miami inkardiniert. Er studierte Theologie an der Universität Montreal (Lizentiat, 1970) und der Barry University (Master, 1977); an der Päpstlichen Universität Gregoriana in Rom absolvierte er ein Doktoratsstudium zum Doctor theologiae (1980).
Papst Johannes Paul II. ernannte ihn am 21. November 2003 zum Weihbischof in Miami und Titularbischof von Kearney. Der Erzbischof von Miami, John Clement Favalora, spendete ihm am 7. Januar des nächsten Jahres die Bischofsweihe; Mitkonsekratoren waren Pedro Claro Meurice Estiu, Erzbischof von Santiago de Cuba, und Thomas James Olmsted, Bischof von Phoenix. Als Wahlspruch wählte er In finem dilexit eos.
Am 27. April 2011 wurde er von Papst Benedikt XVI. zum Bischof von Saint Augustine ernannt und am 2. Juni desselben Jahres in das Amt eingeführt.
Felipe de Jesús Estévez ist Großoffizier des Ritterordens vom Heiligen Grab zu Jerusalem.
Papst Franziskus nahm am 24. Mai 2022 seinen altersbedingten Rücktritt an.
Er spricht fließend englisch, spanisch, französisch und italienisch.